# Arenaria globiflora
Arenaria globiflora là loài thực vật có hoa thuộc họ Cẩm chướng. Loài này được (Fenzl) Wall. ex Edgew. & Hook.f. mô tả khoa học đầu tiên năm 1874.